# Jerzy Lewi
Jerzy Lewi (* 22. April 1949 in Breslau; † 30. Oktober 1972 in Lund) war ein polnischer Schachmeister.
Lewi war eines der größten Talente des polnischen Schachs. 1965 bis 1969 gewann er fünf Mal in Folge die polnische Jugendmeisterschaft. 1967 wurde er bei der Jugendeuropameisterschaft in Groningen Dritter nach Anatoli Karpow und András Adorján, aber vor Jan Timman. Dies war der größte Erfolg eines polnischen Jugendspielers in den 1960er Jahren, dabei hat Lewi eine aussichtsreiche Stellung gegen Karpow nicht gewinnen können, was einen noch höheren Platz bedeutet hätte.
1969 siegte Lewi in Lublin bei der polnischen Meisterschaft und qualifizierte sich damit für das Zonenturnier in Athen im gleichen Jahr. Nach dem Turnier, bei dem er einen hinteren Rang einnahm, kehrte er nicht mehr nach Polen zurück, sondern siedelte sich in Schweden an, wo er ein Mathematikstudium aufnahm und an Turnieren der führenden schwedischen Schachspieler teilnahm. In Polen kam Lewis Name auf den Zensurindex und durfte über mehrere Jahre nicht erwähnt werden. Lewi starb 1972, 23-jährig, bei einem Autounfall.

## Vereine
In Polen spielte Lewi für den KS Maraton Warszawa, mit dem er 1968 polnischer Mannschaftsmeister wurde, in Schweden für den Malmö Allmänna Schackklub.